# Сражение при Ухане
Сражение при Ухане (кит. трад. 武漢會戰, упр. 武汉会战, пиньинь Wǔhàn Huìzhàn), также известное в китайской историографии как Оборона Уханя (кит. трад. 武漢保衛戰, упр. 武汉保卫战, пиньинь Wǔhàn Baǒwèizhàn), а в японской как Вторжение в Ухань (яп. 武漢攻略戦 Bukan koryakūsen), — широкомасштабное сражение Японо-китайской войны (1937—1945) близ города Уханя. В боевых действиях участвовало более одного миллиона солдат Национально-революционной армии Китая под командованием Чан Кайши, которым была поставлена задача обороны города Ухань от войск японской армии генерала Ясудзи Окамуры. Бои проходили как на северном, так и на южном берегах реки Янцзы, на обширных территориях в провинциях Аньхой, Хэнань, Цзянси и Хубэй. Кампания длилась четыре с половиной месяца и являлась самой длительной, масштабной и наиболее значимой битвой войны.

## Военно-стратегическая ситуация
После падения Шанхая правительство Чан Кайши были вынуждены объявить столицу Нанкин открытым городом и начать процесс переноса столицы в Чунцин. Неразвитая транспортная сеть помешала правительству провести это быстро. Таким образом, Ухань стал «де-факто» столицей военного времени, к тому же имевший сильной промышленный потенциал. 
Ухань, расположенный на полпути вверх по течению от реки Янцзы, был вторым по величине городом Китая с населением 1,5 миллиона человек в конце 1938 года. Река Янцзы и река Ханьшуй делят город на три региона, включая Учан, Ханькоу и Ханьян. Учан был политическим центром, Ханькоу - торговым районом, а Ханьян - промышленным районом. После завершения строительства железной дороги Юэхань важность Уханя как крупного транспортного узла во внутренних районах Китая еще более возросла. Город также служил важным перевалочным пунктом для иностранной помощи, перемещавшейся вглубь страны из южных портов. Помощь Советского Союза предоставила дополнительные военно-технические ресурсы, в том числе советскую добровольческую группу.
Хотя силы японской армии были истощены из-за большого количества проведённых военных операций, японское командование решило, что сопротивление китайцев в Ухане должно быть сломлено. Японское правительство и штаб так называемой Китайской экспедиционной армии ожидали, что Ухань падет «в течение месяца или двух».
В свою очередь, китайские военные усилия были сосредоточены на защите Уханя. 

## Ход сражения
28 февраля 1938 года японцы начали бомбить Ухань, но китайцам удалось отбить атаку. 29 апреля, в день рождения императора Хирохито, японцы совершили еще один воздушный налет. После падения Сюйчжоу японская армия сосредоточилась на захвате Уханя. Китайцы, чтобы противостоять японскому наступлению, собрали вокруг Уханя около миллиона солдат, 200 самолетов и 30 военных кораблей.
9 июня китайские войска взорвали дамбу на Хуанхэ в Хэнани, чтобы задержать наступление японцев: в результате наводнения погибло от 500 000 до 900 000 мирных жителей.
13 июня японцы высадились южнее Янцзы, захватив город Анькин. Несмотря на сопротивление китайцев и контратаки на 11-ю японскую армию, 26 июня также был захвачен Чжуцзян. Двигаясь вверх по реке на восток, японским войскам пришлось столкнуться с сопротивлением 31-й и 32-й китайских армий западнее Жуйчана. Битва продолжалась до 22 октября, когда японцам удалось сломить сопротивление НРА и начать непосредственное наступление на Учан.
Во время атак на Жуйчан 106-я японская дивизия продолжала продвигаться на юг по Нанкунской железной дороге. Однако японские войска столкнулись с сильным сопротивлением при попытках захватить Наньчан и окружающий регион. К сентябрю сражение зашло в тупик. В конце месяца китайские войска под командованием генерала Сюэ Юэ уничтожили четыре японских полка, окружив их в районе Ваньцзялин.
К северу от Янцзы японцы в июле захватили уезд Тайху, который затем в августе был отбит китайцами. Затем китайские войска начали контрнаступление, которое закончилось неудачей. Японцам удалось захватить уезд Тайху, затем форт уезда Тяньцзяань. 
В сентябре японские войска в результате Дабешаньской операции смогли сломить сопротивление китайских войск северо-восточнее горного массива Дабешань и получили возможность наступать на Ухань с севера. 14 октября, после того как был занят Синьян, японское командование организовало одновременное наступление на Ханькоу с севера (вдоль железной дороги) и на Учан с юга. Начались бои непосредственно за Ханькоу и Учан. 26 октября японцы захватили Учан и Ханькоу, 27 октября — Ханьян. Китайцы покинули трехградье.

## Участие советских добровольцев
В Ухане проходили самые ожесточённые воздушные бои с участием советских лётчиков-добровольцев.
За период 1937—1941 гг. в войне принимали участие 3665 советских добровольцев.
14-ти присвоено звание «Герой Советского Союза». 211 добровольцев погибли и похоронены в Китае.
Им в городе поставлен памятник с надписью: «Вечная слава советским лётчикам-добровольцам, погибшим в войне китайского народа против японских захватчиков». Надписи сделаны на китайском и русском языках.
Всего при обороне Уханя погибли около ста советских пилотов — в воздушных боях, от бомбежек, от болезней и в результате диверсий японцев. Пока известны имена 29 летчиков, павших за Ухань. Журналисты местной газеты совместно с российскими коллегами решили найти в России родственников погибших советских летчиков. Результатом первых поисков, занявших несколько лет, стал выпуск в 2015—2016 гг. книги на китайском и русском языках Уханьского издательства «Чжанцзян Жибао» и Союза коллекционеров России «Орлы над Уханем».